# Chhatari
Chhatari es  un pueblo y nagar Panchayat situado en el distrito de Bulandshahr en el estado de Uttar Pradesh (India). Su población es de 11373 habitantes (2011). 

## Demografía
Según el  censo de 2011 la población de Chhatari era de 11373 habitantes, de los cuales 6018 eran hombres y 5355 eran mujeres. Chhatari tiene una tasa media de alfabetización del 51,17%, inferior a la media estatal del 67,68%: la alfabetización masculina es del 59,93%, y la alfabetización femenina del 41,43%.